# Модан, Руту
Руту Модан (ивр. רותו מודן‎, род. 1 февраля 1966, Тель-Авив) — израильская художница, иллюстратор и автор книг комиксов. Лауреат премии Андерсена, лауреат премии Айснера и четырежды лауреат премии Музея Израиля за иллюстрирование детской книги памяти Бен-Ицхака.

## Биография
Руту Модан родилась и выросла в районе врачей «Тель-ха-Шомер» в Тель-Авиве. Её отец, профессор Барух Модан, выходец из Польши, был известным исследователем в области рака и эпидемиологии и работал генеральным директором Министерства здравоохранения Израиля. Её мать, профессор Михаэла Модан, вела своё дело в биостатистике. Её сестра Дана Модан стала известной актрисой и телеведущей. Ещё одна старшая сестра стала врачом-педиатром. Семья переехала в район «Афека» на севере Тель-Авива, когда ей было десять лет.
Окончив с отличием Академию искусства и дизайна Бецалель в Иерусалиме, она оформила выпуск журнала MAD на иврите вместе с Ирми Пинкусом. Вместе они основали группу художников комиксов «Actus Tragicus» в 1995 году. Модан получила премию «Молодой артист года» в 1997 году и награду «Лучшая иллюстрированная детская книга» в 1998 году от отдела по делам молодежи Музея Израиля. В 2005 году она была выбрана в качестве выдающегося художника Израильского фонда культурного совершенствования.
Модан живёт в Тель-Авиве со своим мужем Офером Бергманом и их двумя детьми.
В 2002 году она получила Премию имени Х. К. Андерсена в области детской и молодёжной литературы за иллюстрации в книге Этгара Керета «Папа убегает с цирком».

## Работы

### Выходные раны
В первом полнометражном графическом романе Модан рассказывается о Коби Франко, 20-летнем таксисте, работающем в Тель-Авиве. Обыденная повседневная жизнь Франко прерывается, когда к нему подходит женщина-солдат, утверждая, что его отец был убит террористом-смертником на вокзале. Он и молодая женщина начинают искать улики, чтобы узнать, мертв ли отец Франко, с которым у солдатки были романтические связи.
Эта книга получила похвалу от художника комиксов Джо Сакко, автора книги комиксов «Палестина», который назвал её «глубоким, богато текстурированным, гуманным и несентиментальным взглядом на социальное недомогание и человеческие отношения и это непростое место, где они иногда пересекаются».
Дуглас Уолк из газеты «The New York Times» сравнил её стиль со стилем книги Эрже «Приключения Тинтина»: «Язык тела и выражения лиц её персонажей, выполненные в стиле жестких и чистых линий, подобно книге „Приключения Тинтина“ Эрже, настолько точно соблюдаются, что создаётся впечатление, что они практически рассказывают историю сами».
Лев Гроссман из журнала «Time» назвал роман одним из 10 лучших графических романов 2007 года, поставив его на 8-е место. Он также получил премию Айснера за 2008 года за лучший новый графический роман.

### Смешанные эмоции
В период с мая по октябрь 2007 года несколько графических историй Модан были размещены на веб-сайте «New York Times» через «визуальный блог», переведенный Ишаем Мишори. Все шесть историй - мемуары, касающиеся самой Модан и её семьи. Многие из них изображают её бабушку по отцовской линии, которая выросла в Варшаве и бежала в Израиль после немецкой оккупации Польши с отцом и дядей Руту.
- «Мой первый раз в Нью-Йорке» (8 мая) - поездка Модан в Нью-Йорк в возрасте 21 года в сопровождении её отца[12].
- «Как я научился расслабляться» (5 июня) - первая беременность Модан[13].
- «Самая популярная девушка в Варшаве» (3 июля) - Модан рассказывает о правилах жизни и любви своей бабушки[14].
- «Семейная сделка» (31 июля) - семья Модан пытается помочь ей купить новую машину[15].
- «Королева шотландских фей» (4 сентября) - сын Модан настаивает на том, чтобы носить платья, к большому раздражению отца[16].
- "Чез Маурисио" (3 октября) - Модан провожает бабушку в парикмахерскую[17].